# 9203 Myrtus
9203 Myrtus eller 1993 TM16 är en asteroid i huvudbältet som upptäcktes den 9 oktober 1993 av den belgiske astronomen Eric W. Elst vid La Silla-observatoriet. Den är uppkallad efter Myrtensläktet.
Asteroiden har en diameter på ungefär 18 kilometer och den tillhör asteroidgruppen Themis.